# Serskamp
Serskamp (fr. Cherscamp) – dzielnica (deelgemeente) gminy Wichelen w Belgii, w Regionie Flamandzkim, w prowincji Flandria Wschodnia, w okręgu Dendermonde. 1 stycznia 2020 roku liczyła 3565 mieszkańców. Do 31 grudnia 1976 samodzielna gmina. 

## Demografia
Liczba mieszkańców, stan na 1 stycznia:
| Rok                | 1900 | 1930 | 1961 | 1970 | 2020 |
| ------------------ | ---- | ---- | ---- | ---- | ---- |
| Liczba mieszkańców | 1730 | 2209 | 2816 | 3017 | 3565 |

## Transport
Znajduje się tutaj stacja kolejowa Serskamp.